# Kudreavka, Berezivka
Kudreavka (în ucraineană Кудрявка) este un sat în comuna Berezivka din raionul Berezivka, regiunea Odesa, Ucraina.

## Demografie
Componența lingvistică a localității Kudreavka
     Ucraineană (64,94%)
     Rusă (32,84%)
     Română (1,85%)
Conform recensământului din 2001, majoritatea populației localității Kudreavka era vorbitoare de ucraineană (64,94%), existând în minoritate și vorbitori de rusă (32,84%) și română (1,85%).